# Partido di Rauch
Il partido di Rauch è un dipartimento (partido) dell'Argentina facente parte della provincia di Buenos Aires. Il capoluogo è Rauch.